# Tiro agli XI Giochi dei piccoli stati d'Europa
Presentiamo in questa pagina tutti i risultati delle competizioni di tiro agli XI Giochi dei piccoli stati d'Europa.
Le gare si sono svolte sia in ambito maschile che femminile, per quel che concerne sia il tiro a volo che il tiro al bersaglio. Tutte le competizioni hanno avuto sede presso il Tiro a segno andorrano di Andorra la Vella.

## Tiro al bersaglio

### Maschile

#### Pistola ad aria compressa - 10m
| Posizione | Atleta                | Paese       | Punti parziali | Punti parziali | Punti parziali | Punti parziali | Punti parziali | Punti parziali | Totale |
| --------- | --------------------- | ----------- | -------------- | -------------- | -------------- | -------------- | -------------- | -------------- | ------ |
| 1         | DECKER Patrick        | Lussemburgo | 94             | 97             | 96             | 94             | 96             | 94             | 571    |
| 2         | SANCHEZ VIDAL Isidoro | Andorra     | 88             | 89             | 93             | 98             | 91             | 93             | 552    |
| 2         | SCHROEDER Jean-Paul   | Lussemburgo | 93             | 95             | 89             | 93             | 91             | 91             | 552    |
| 3         | MASSARO Marcello      | San Marino  | 77             | 92             | 94             | 99             | 94             | 94             | 550    |
| 4         | MORET Jackie          | Monaco      | 92             | 86             | 95             | 90             | 95             | 91             | 549    |
| 5         | BUGLI Mirko           | San Marino  | 90             | 89             | 93             | 92             | 92             | 91             | 547    |
| 6         | CHARALAMPOUS Neoklis  | Cipro       | 88             | 88             | 92             | 94             | 93             | 91             | 546    |
| 7         | SIGURGEIRSSON Asgeir  | Islanda     | 88             | 86             | 94             | 94             | 90             | 89             | 541    |
| 8         | LLORENS LLADÓS Antoni | Andorra     | 89             | 90             | 89             | 91             | 89             | 90             | 538    |
| 9         | DELUSIER Denis        | Monaco      | 82             | 89             | 94             | 87             | 95             | 88             | 535    |
| 10        | TOMASSON Hannes       | Islanda     | 83             | 87             | 90             | 84             | 95             | 93             | 532    |

| Posizione | Atleta                | Paese       | Punti parziali | Punti parziali | Punti parziali | Punti parziali | Punti parziali | Punti parziali | Punti parziali | Punti parziali | Punti parziali | Punti parziali | Punti finale | Punti qualificazione | Totale |
| --------- | --------------------- | ----------- | -------------- | -------------- | -------------- | -------------- | -------------- | -------------- | -------------- | -------------- | -------------- | -------------- | ------------ | -------------------- | ------ |
|           | DECKER Patrick        | Lussemburgo | 10             | 9.1            | 10.3           | 10.2           | 9.6            | 9.6            | 9.3            | 10.2           | 10.2           | 9.7            | 98.2         | 571                  | 669.2  |
|           | SANCHEZ VIDAL Isidoro | Andorra     | 9.3            | 10.2           | 8.4            | 9.9            | 9.3            | 9.9            | 9.7            | 9              | 8.9            | 8.8            | 93.4         | 552                  | 645.4  |
|           | MORET Jackie          | Monaco      | 9.6            | 10.1           | 7.7            | 8.9            | 9.2            | 9.1            | 9.4            | 8.7            | 10.4           | 9.6            | 92.7         | 549                  | 641.7  |
| 4         | MASSARO Marcello      | San Marino  | 9.5            | 8.5            | 8.1            | 10.5           | 8.7            | 8.2            | 9.1            | 9.3            | 9.8            | 9.4            | 91.1         | 550                  | 641.1  |
| 5         | SCHROEDER Jean-Paul   | Lussemburgo | 8.3            | 9.4            | 6.7            | 8.7            | 10.4           | 7.4            | 9.4            | 9              | 9.5            | 10             | 88.8         | 552                  | 640.8  |
| 6         | BUGLI Mirko           | San Marino  | 9.4            | 8.2            | 9.8            | 8.3            | 8.4            | 9.6            | 10.3           | 9.9            | 9.6            | 10             | 93.5         | 547                  | 640.5  |
| 7         | CHARALAMPOUS Neoklis  | Cipro       | 8              | 7.9            | 9              | 10.5           | 9.7            | 9.4            | 9.5            | 9.6            | 10.3           | 8.8            | 92.7         | 546                  | 638.7  |
| 8         | SIGURGEIRSSON Asgeir  | Islanda     | 9.9            | 9.5            | 9              | 10.5           | 10.3           | 9.2            | 8.8            | 10.5           | 9.6            | 8.8            | 96.1         | 541                  | 637.1  |

### Femminile

#### Pistola ad aria compressa - 10m
| Posizione | Atleta                | Paese      | Punti parziali | Punti parziali | Punti parziali | Punti parziali | Totale |
| --------- | --------------------- | ---------- | -------------- | -------------- | -------------- | -------------- | ------ |
| 1         | DURAND Cynthia        | Monaco     | 91             | 96             | 92             | 95             | 374    |
| 1         | PANTELI Erini         | Cipro      | 94             | 90             | 96             | 94             | 374    |
| 2         | MARCHI Nadia          | San Marino | 88             | 94             | 88             | 88             | 358    |
| 3         | PIERRE ROBALDO Magali | Monaco     | 89             | 83             | 85             | 87             | 344    |
| 4         | MAROCCHI Silvia       | San Marino | 82             | 85             | 88             | 83             | 338    |

| Posizione | Atleta                | Paese      | Punti parziali | Punti parziali | Punti parziali | Punti parziali | Punti parziali | Punti parziali | Punti parziali | Punti parziali | Punti parziali | Punti parziali | Punti finale | Punti qualificazione | Totale |
| --------- | --------------------- | ---------- | -------------- | -------------- | -------------- | -------------- | -------------- | -------------- | -------------- | -------------- | -------------- | -------------- | ------------ | -------------------- | ------ |
|           | DURAND Cynthia        | Monaco     | 10             | 9.6            | 10.1           | 9.7            | 10.5           | 9.9            | 9.9            | 10.6           | 9.8            | 10.4           | 100.5        | 374                  | 474.5  |
|           | PANTELI Erini         | Cipro      | 9.2            | 8.7            | 4.9            | 7.6            | 7.3            | 10.6           | 10.2           | 9.9            | 10.3           | 8.5            | 87.2         | 374                  | 461.2  |
|           | MARCHI Nadia          | San Marino | 7.5            | 7.9            | 8.9            | 8.4            | 7.3            | 8.8            | 9.3            | 10.1           | 8.1            | 9.2            | 85.5         | 358                  | 443.5  |
| 4         | PIERRE ROBALDO Magali | Monaco     | 9.7            | 9.1            | 10.5           | 9              | 8.5            | 9.1            | 8              | 9.8            | 8.6            | 8.9            | 91.2         | 344                  | 435.2  |
| 5         | MAROCCHI Silvia       | San Marino | 9.3            | 8.6            | 9.4            | 9.5            | 10.4           | 9.4            | 9.7            | 9.4            | 8.6            | 6.8            | 91.1         | 338                  | 429.1  |